# 山室姫塚古墳
山室姫塚古墳（やまむろひめづかこふん）は、千葉県山武市松尾町山室にある古墳。千葉県の史跡に指定されている。

## 概要
九十九里平野中央を流れる木戸川中流西岸標高33メートルの台地上に立地し、他に16基の古墳があり大塚古墳群と呼ばれる。本古墳は台地先端に位置する大塚古墳群の1号墳であり、墳丘径64～66メートル、高さ9メートルを測る千葉県では最大の円墳である。木戸川上流東岸に位置する小池・芝山古墳群や、下流東岸に位置する大堤・蕪木古墳群が前方後円墳を主とする古墳群であるのに対し、この大塚古墳群はすべて円墳で構成されており、本古墳と墳丘径29メートルの2号墳以外は径20メートル前後の小型円墳である。
発掘調査は実施されていないが、測量から周溝の幅は5～9メートルとされ、また周溝の外縁に沿って周堤が認められ、周堤を含めた古墳の全長は約85メートルと捉えられている。埴輪は認められておらず7世紀代の築造と考えられているが、同じく7世紀代の築造と考えられる作田川沿いの駄ノ塚古墳が方墳であるのに対し、異なる形式を採ることについても検討課題とされている。